# Championnat d'Ouganda de football 2016-2017
Navigation
Edition précédente Edition suivante
La saison 2016-2017 du Championnat d'Ouganda de football est la 48e édition du championnat de première division ougandais. Les seize clubs engagés sont regroupés au sein d'une poule unique où ils s'affrontent à deux reprises, à domicile et à l'extérieur. En fin de saison, les trois derniers du classement sont relégués et remplacés par les trois meilleurs clubs de Big League, la deuxième division ougandaise.
C'est le club de Kampala City Council, tenant du titre, qui remporte à nouveau la compétition cette saison après avoir terminé en tête du classement final, avec huit points d'avance sur Villa Sports Club et quatorze sur Vipers Sports Club. C'est le douzième titre de champion d'Ouganda de l'histoire du club qui réalise pour la première fois le doublé en s'imposant également en finale de la Coupe d'Ouganda face au club de Paidha Black Angels. 

## Participants
- Bul FC
- Bright Stars FC
- Sadolin Paints FC
- Onduparaka FC - Promu de D2
- Express Football Club
- Kampala City Council
- The Saints FC
- Lweza FC
- Police Football Club
- Jinja Municipal Council
- Kirinya-Jinja SS - Promu de D2
- Uganda Revenue Authority SC
- Proline SC - Promu de D2
- Villa Sports Club
- Soana FC
- Vipers Sports Club

## Compétition

### Classement
Le classement est établi sur le barème de points classique (victoire à 3 points, match nul à 1, défaite à 0). Pour départager les égalités, on tient d'abord compte de la différence de buts générale, puis du nombre de buts marqués, puis des confrontations directes.
| Rang | Équipe                      | Pts | J  | G  | N  | P  | Bp | Bc | Diff |
| ---- | --------------------------- | --- | -- | -- | -- | -- | -- | -- | ---- |
| 1    | Kampala City Council'T'C    | 66  | 30 | 20 | 6  | 4  | 59 | 25 | +34  |
| 2    | Villa Sports Club           | 58  | 30 | 16 | 10 | 4  | 46 | 26 | +20  |
| 3    | Vipers SC                   | 52  | 30 | 14 | 10 | 6  | 35 | 18 | +17  |
| 4    | Uganda Revenue Authority SC | 48  | 30 | 11 | 15 | 4  | 39 | 25 | +14  |
| 5    | Onduparaka FCP              | 45  | 30 | 11 | 12 | 7  | 33 | 41 | -8   |
| 6    | Express Football Club       | 44  | 30 | 11 | 11 | 8  | 39 | 37 | +2   |
| 7    | Soana FC                    | 43  | 30 | 11 | 10 | 9  | 35 | 33 | +2   |
| 8    | Proline SCP                 | 39  | 30 | 8  | 15 | 7  | 40 | 39 | +1   |
| 9    | Bright Stars FC             | 34  | 30 | 6  | 16 | 8  | 25 | 28 | -3   |
| 10   | Kirinya-Jinja SSP           | 33  | 30 | 6  | 15 | 9  | 20 | 22 | -2   |
| 11   | Bul FC                      | 33  | 30 | 8  | 9  | 13 | 27 | 32 | -5   |
| 12   | The Saints FC               | 33  | 30 | 8  | 9  | 13 | 26 | 35 | -9   |
| 13   | Police Football Club        | 33  | 30 | 8  | 9  | 13 | 29 | 40 | -11  |
| 14   | Lweza FC                    | 32  | 30 | 6  | 14 | 10 | 27 | 32 | -5   |
| 15   | Sadolin Paints FC           | 26  | 30 | 5  | 11 | 14 | 17 | 30 | -13  |
| 16   | Jinja Municipal Council     | 10  | 30 | 0  | 10 | 20 | 18 | 52 | -34  |

|  | Qualification pour la Ligue des champions de la CAF 2018                             |
|  | Relégation directe en Big League                                                     |
|  | T : Tenant du titre C : Vainqueur de la Coupe d'Ouganda 2017 P : Promu de Big League |

## Bilan de la saison
| Championnat d'Ouganda de football 2016-2017                        |                                  |
| Champion                                                           | Kampala City Council (12e titre) |
| Coupes et trophées                                                 |                                  |
| Vainqueur de la Coupe d'Ouganda 2016-2017                          | Kampala City Council             |
| Qualifications continentales                                       |                                  |
| Ligue des champions de la CAF 2018                                 | Kampala City Council             |
| Coupe de la confédération 2018                                     | Aucun                            |
| Promotions et relégations                                          |                                  |
| Promus en Championnat d'Ouganda de football                        | Masavu FC                        |
| Promus en Championnat d'Ouganda de football                        | Maroons FC                       |
| Promus en Championnat d'Ouganda de football                        | Mbarara City FC                  |
| Relégués en Championnat d'Ouganda de football de deuxième division | Lweza FC                         |
| Relégués en Championnat d'Ouganda de football de deuxième division | Sadolin Paints FC                |
| Relégués en Championnat d'Ouganda de football de deuxième division | Jinja Municipal Council          |